# Kapitan Zed: strefa snu
Kapitan Zed: strefa snu / Kapitan Z i strefa snu / Kapitan Zed i baza snów / Kapitan Sen (ang. Captain Zed and the Zee Zone, 1991-1992) – amerykańsko-brytyjski serial animowany wyprodukowany przez DIC Entertainment. Serial liczy 26 odcinków.

## Opis fabuły
Serial opisuje przygody kapitana Zeda – superbohatera, który wraz z P.J. spieszy na pomoc dzieciom, które cierpią z powodu nocnych koszmarów.

## Obsada (głosy)
- Julian Holloway – Kapitan Zed
- Venus Terzo – P.J.
- Jay Brazeau – Snort
- Ian James Corlett – Matka (Mutter)
- Wally Marsh – Komandor
- Pualine Newstone – Doris
- Tomm Wright – Spring
- Gary Chalk – Kapitan Flannel

## Lista odcinków

### Seria I
- 1. Zdobywanie oceny[a] / Egzamin[1] (Making the Grade)
- 2. Wielki występ[a] / Brawa na bis[3] (Curtain Call)
- 3. Niedokończona praca domowa[a] / Niedokończone zadanie[4] (Finishing School)
- 4. Zemsta straszliwych królików[5] (Revenge of the Killer Bunnies)
- 5. Złośliwy Norman[6] (Nasty Norman)
- 6. Leo przywódca[7] (Follow the Leader)
- 7. Współczynnik potworności[8] (Monster Factor)
- 8. Koszmar wigilijny[9] (Christmas Nightmare)
- 9. Koszmary w bazie snów[10] (Invasion Dream Base)
- 10. Ból dorastania[11] (Growing Pains)
- 11. Koci koszmar[12] (Catnapped)
- 12. Komandorze, zmniejszyłem patrol snów[13] (Commander, I Shrunk the Dream Patrol)
- 13. Dziewczęta i lalki[14] (Cries and Dolls)

### Seria II
- 1. Pierwszy sen[15] (Look Who’s Dreaming)
- 2. Sny o przemocy[16] (Farewell My Bully)
- 3. Planeta kłamców[17] (The Planet of the Hopeless Liars)
- 4. Strach przed ciemnością[18] (A Dark Day’s Night)
- 5. Maszyna do klonowania[19] (Send in the Clones)
- 6. Zjadacze snów z innego wymiaru[20] (The Curtain Monster Dream Eaters from  Another Dimension)
- 7. Zagubieni w plecaku[21] (Lost in the Back-Pack)
- 8. Weselne dzwony[22] (Wedding Bells)
- 9. Telemania[23] (I Want My Zed TV)
- 10. Atak pszczół[24] (To Be or Not To Be)
- 11. Zamiana umysłów[25] (Mind Over Mutter)
- 12. Computer Chaos
- 13. Koszmar z Loch Ness[26] (Loch Ness Nightmare)

Źródło:

## Wersja polska
W Polsce serial był emitowany w 1993 roku pod nazwą Kapitan Zed i baza snów na kanale TVP1 w Wieczorynce. W 1998 roku był emitowany w TVP Regionalnej pod tytułem Kapitan Sen. Pierwszy odcinek wyemitowano 14 stycznia 1998. W 1999 roku był emitowany w paśmie wspólnym TVP lokalnych również pod tytułem Kapitan Sen. Serial został wydany na VHS pod nazwą Kapitan Z i strefa snu.

### Wersja VHS
Kapitan Z i strefa snu – wersja wydana na VHS z angielskim dubbingiem i polskim lektorem.
- Wersja polska: ITI Home Video
- Tekst: Joanna Klimkiewicz
- Czytał: Maciej Gudowski